# Ward Charcoal Ovens State Historic Park
Der Ward Charcoal Ovens State Historic Park ist ein State Park im White Pine County im US-Bundesstaat Nevada. Der rund 250 ha große Park existiert seit 1969. Er liegt 30 km südlich von Ely und ist über die Cave Valley Road vom vereinten U.S. Highway 50 und U.S. Highway 93 erreichbar. Namensgebend sind sechs gut erhaltene bienenkorbförmige Steinöfen, die im Jahr 1876 zur Holzkohleproduktion erbaut worden waren. Die Ward Charcoal Ovens sind im National Register of Historic Places unter der ID 71000491 eingetragen.
Der im heutigen Park gelegene Willow Creek diente schon längere Zeit als Raststätte und Tränke für durchziehende Ochsengespanne. Während eines Ochsentausches 1872 wurden Silberlagerstätten in den nahen Bergen entdeckt, der Mining District of Ward entstand und mit ihm 8 km nördlich die heutige Geisterstadt Ward mit bis zu 1500 Einwohnern. Die Silberminen waren reichhaltig und für die Silbererzschmelze war hochwertiger Brennstoff nötig. 1876 wurden die sechs Öfen von italienischen Maurern („Carbonari“) mit Quarz und Tuffgestein aus der Umgebung erbaut. In den Öfen wurden Pinyon-Kiefern, Wacholder, Espe und Wüsten-Beifuß zu Holzkohle verarbeitet. Die konkave Form eines Bienenkorbs reflektierte die Hitze ins Zentrum und durch eine Öffnung an der Spitze konnte der Rauch abziehen. Über verschiedene Öffnungen konnte der Luftstrom verändert und damit die Temperatur reguliert werden. Die Öfen sind 9 Meter hoch und haben am Boden einen Durchmesser von 8 Metern. Sie waren mindestens bis 1879 in Betrieb. Eine Ofenfüllung bestand aus 35 Cords, wobei ein Cord umgerechnet 3,62 m³ entspricht. Der Verkohlungsprozess dauerte 12 Tage und ergab 50 Bushels Holzkohle. 30–50 Bushels waren nötig, um eine Amerikanische Tonne Erz einzuschmelzen. Ende der 1870er Jahre war im Umkreis von 56 km sämtliches Gehölz gefällt und verwertet worden.
Südlich der Öfen gibt es meterhohe Überbleibsel des tertiären Vulkanismus in Form von Tuff und Quarz Latit zu sehen. Wüsten-Beifuß und Gräser dominieren die Ebene, an den Hängen wachsen Pinyon-Kiefern und Wacholder. Entlang des Willow Creek finden sich Uferpflanzen, Weiden und Wildrosen. Zusätzlich bevölkern Dachse, Kojoten, Hasen, Elstern, Lerchen und Rabenvögel das Gebiet.